# Derga
Derga est une localité située dans le département de Kalsaka de la province du Yatenga dans la région Nord au Burkina Faso.

## Géographie
Derga se situe à environ 15 km au nord-est du centre de Kalsaka, le chef-lieu du département, à 3 km au nord de Rondo ainsi qu'à 25 km au sud de Séguénéga et à 15 km de la route nationale 15.

## Santé et éducation
Le centre de soins le plus proche de Derga est le centre de santé et de promotion sociale (CSPS) de Rondo tandis que le centre médical avec antenne chirurgicale (CMA) de la province se trouve à Séguénéga.